# علی صمدوف
علی صمدوف (ترکی آذربایجانی: Əli Səmədov؛ زادهٔ ۶ سپتامبر ۱۹۹۷) بازیکن فوتبال است.
وی همچنین در تیم ملی فوتبال زیر ۱۹ سال جمهوری آذربایجان بازی کرده‌است.